# بن بلة بن ميلود
بن بلة بن ميلود(مواليد 1 يناير 1958 أولاد ميمون) لاعب كرة قدم جزائري سابق. كان يلعب كحارس مرمى، اختير مرتين ضمن تشكيلة المنتخب الوطني في عام 1988.

## تشريفات
- البطولة الجزائرية

البطل (1): 1984 مع غالي معسكر

## روابط خارجية
- بن بلة بن ميلود على موقع الاتحاد الدولي (مؤرشف)  (الإنجليزية)
- بن بلة بن ميلود على موقع قاعدة بيانات كرة القدم.إي يو (الإنجليزية)
- بن بلة بن ميلود على موقع ناشيونال فوتبول تيمز (الإنجليزية)